# Бак Жианг (провинция)
Бак Жианг (на виетнамски: Bắc Giang) (буквално Северно от реката) е виетнамска провинция в регион Донг Бак. На север граничи с провинциите Ланг Сон и Тхай Нгуйен, на юг с провинциите Бак Нин и Хай Дуонг, на изток със столицата Ханой, а на запад с Куанг Нин. Населението е 1 674 400 жители (по приблизителна оценка за юли 2017 г.).
Исторически Бак Жианг и съседната Бак Нин са образували провинцията Ха Бак. Но поради драстичното увеличаване на населението Ха Бак е разделена на две части, всяка една обособена около двата големи града Бак Нин и Бак Жианг. Бак Жианг включва в и по-голямата част от историческата провинция Ха Бак.
Бак Жианг се намира изключително близо до течението на Червената река без тя реално да минава през провинцията.

## Административно деление
Провинция Бак Жианг се състои от един самистоятелен град Бак Жианг и девет окръга:
- Хиеп Хоа
- Ланг Жианг
- Лук Нам
- Лук Нган
- Сон Донг
- Тан Йен
- Виет Йен
- Йен Дунг
- Тхе